# Erna Eifler
Erna Frida Eifler (* 31. August 1908 in Berlin; † 8. April oder 7. Juni 1944 in Ravensbrück) war eine deutsche kommunistische Widerstandskämpferin gegen den Nationalsozialismus.

## Leben
Nachdem Erna Eiflers Vater, der Steindrucker Hermann Eifler, bereits 1919 verstorben war, wurde sie zusammen mit ihren vier Geschwistern 1922 Vollwaise. Nach dem Volksschulbesuch und einer kaufmännischen Ausbildung war sie als Stenotypistin tätig. Ab 1928 arbeitete sie für die sowjetische Handelsvertretung in Berlin. 1930/31 hielt sie sich als Mitarbeiterin von Metallo-Import in Moskau auf.
Sie war Mitglied des KJVD und seit 1931 auch Mitglied der KPD, in deren Untergrundabteilung zur Betriebsberichterstattung innerhalb des M-Apparats übernahm sie die Aufgaben von Luise Kraushaar als Sekretärin und Chiffriererin für Wilhelm Bahnik.
Zusammen mit dem Chemiker Walter Caro flüchtete sie Anfang 1935 in die Sowjetunion.
Im Mai 1942 kehrte sie per Fallschirm über Ostpreußen zusammen mit Wilhelm Fellendorf nach Deutschland zurück. Die beiden erreichten Hamburg erst im Oktober 1942 und hatten dort Kontakt zur Familie Priess. Am 15. Oktober 1942 wurde sie verhaftet.
Während der Untersuchungshaft im Berliner Polizeipräsidium am Alexanderplatz teilte sie eine Zeitlang eine Zelle mit Gertrud Neuhof.
Erna Eifler wurde im Frauenkonzentrationslager Ravensbrück am 8. April oder 7. Juni 1944 erschossen.